# آنهالت-تسربشت
آنهالت-تسربشت (به آلمانی: Landkreis Anhalt-Zerbst) یک ناحیه در آلمان است که در زاکسن-آنهالت واقع شده‌است. آنهالت-تسربشت ۷۹٬۵۰۰ نفر جمعیت دارد.